# آنگرد (ناحیه)
آنگرد (به سوئدی: Angered) یک منطقهٔ مسکونی در سوئد است که در بخش یوتبری واقع شده‌است. آنگرد ۱٫۶۰ کیلومتر مربع مساحت و ۹۵۰ نفر جمعیت دارد.